# ボヤナ・ドルチャ
ボヤナ・ドルチャ（セルビア語: Бојана Дрча、1988年3月29日 - ）は、セルビアの女子バレーボール選手。セルビア代表。旧姓はジブコビッチ（セルビア語: Живковић、英語: Živković）。

## 来歴
2006年、セルビア・モンテネグロ代表（当時）に初選出される。セルビアリーグのOKレッドスターでは2009-2010、2010-2011シーズンにて優勝し、2009-2010シーズンのCEVカップではベストセッター賞を受賞した。
2009年より代表でプレーし、同年のヨーロッパリーグで金メダルを獲得した。2011年のワールドカップではセカンドセッターとして出場した。2012年、ワールドグランプリでは正セッターとして活躍し、同年8月のロンドンオリンピックに出場した。
2013年、FIVBワールドグランプリで銅メダルを獲得した。2015年のワールドカップ、2016年のリオ五輪ではそれぞれ銀メダルを獲得した。
2022年、世界選手権でチームの優勝に貢献し、自身もベストセッターを受賞した。

## 人物
- 2018年にバスケットボール選手のルカ・ドルチャと結婚し現姓となった[4]。2021年に長男を出産した[5]。

## 球歴
- オリンピック - 2012年、2016年、2024年
- 世界選手権 - 2014年、2018年、2022年
- ワールドカップ - 2011年、2015年
- 欧州選手権 - 2013年、2015年
- ワールドグランプリ - 2012年、2013年、2014年、2016年、2017年

## 所属クラブ
- Postar 064 Belgrade（2005-2006年）
- Étoile rouge de Belgrade（2006-2011年）
- VBCチューリッヒ（2011-2012年）
- オミチカ・オムスク（ロシア語版）（2012-2013年）
- İlbank（2013-2015年）
- VBCチューリッヒ（2015-2017年）
- ル・カネ＝ロシュヴィル（2017-2018年）
- ロコモティフ（2018-2020年）
- OKレッドスター・ベオグラード（2021-2022年）
- レニングラードカ・サンクトペテルブルク (en) （2022-2023年）
- フェネルバフチェ（2023年-）

## 受賞歴
- 2022年 - 世界選手権 ベストセッター